# صبار نجمي ناصع
صبار نجمي ناصع (الاسم العلمي:Astrophytum niveum) هو نوع غير مؤكد من النباتات يتبع جنس الصبار النجمي من الفصيلة الصبارية.